# Tronco di cono
In geometria solida il tronco di cono è un cono al quale è stata tagliata la punta con un piano parallelo alla base. Qualora il piano non sia parallelo alla base, la sezione ottenuta è un'ellisse anziché un cerchio.

## Formule
Sia {\displaystyle T} un tronco di cono d'altezza {\displaystyle h} e le cui basi hanno raggi {\displaystyle R} e {\displaystyle r}. Il volume del tronco è pari a
{\displaystyle V={\frac {1}{3}}\pi h(R^{2}+rR+r^{2}).}
La superficie laterale {\displaystyle S_{l}} del tronco di cono è data dalla formula
{\displaystyle S_{l}=\pi (r+R)a}
dove {\displaystyle a} è l'apotema, la lunghezza del lato obliquo del tronco di cono, pari a
{\displaystyle a={\sqrt {h^{2}+(R-r)^{2}}}.}
La superficie totale del cono è data dalla formula:
{\displaystyle S_{t}=S_{l}+S_{b},}
oppure 
{\displaystyle S_{t}=S_{l}+\pi (R^{2}+r^{2}).}

## Dimostrazione della formula del volume
È dato un tronco di cono T in cui R sia il raggio della base maggiore, r quello della minore e h l'altezza.
Si prolunghi la superficie laterale dalla parte di r fino ad ottenere il cono V1 di base in R e altezza pari a h + h2, in cui h2 è l'altezza del cono V2 con base in r. Il volume del tronco è quindi:
{\displaystyle V_{T}=V_{1}-V_{2}}
I triangoli di lati r e h2 e di lati h e R-r sono simili, poiché hanno tutti gli angoli uguali. Pertanto possiamo scrivere:
{\displaystyle h:(R-r)=h_{2}:r}
Per cui:
{\displaystyle h_{2}={\frac {hr}{R-r}}}
Partendo dalla formula del volume del cono:
{\displaystyle V_{1}={\frac {\pi R^{2}(h+h_{2})}{3}}}
{\displaystyle V_{2}={\frac {\pi r^{2}h_{2}}{3}}}
Sostituendo in h2:
{\displaystyle V_{1}={\frac {\pi R^{2}h}{3}}+{\frac {\pi R^{2}hr}{3(R-r)}}}
{\displaystyle V_{2}={\frac {\pi r^{2}hr}{3(R-r)}}}
Tornando alla formula iniziale:
{\displaystyle V_{T}={\frac {\pi R^{2}h}{3}}+{\frac {\pi R^{2}hr}{3(R-r)}}-{\frac {\pi r^{2}hr}{3(R-r)}}}
{\displaystyle V_{T}={\frac {\pi h}{3}}(R^{2}+{\frac {R^{2}r}{R-r}}-{\frac {r^{3}}{R-r}})}
{\displaystyle V_{T}={\frac {\pi h}{3}}{\frac {R^{3}-R^{2}r+R^{2}r-r^{3}}{R-r}}}
{\displaystyle V_{T}={\frac {\pi h}{3}}{\frac {R^{3}-r^{3}}{R-r}}}
{\displaystyle V_{T}={\frac {\pi h}{3}}{\frac {(R-r)(R^{2}+r^{2}+Rr)}{R-r}}}
{\displaystyle V_{T}={\frac {\pi h}{3}}(R^{2}+r^{2}+Rr)}

## Volume del tronco di cono ellittico
La formula per calcolare il volume di un tronco di cono ellittico è la seguente:
{\displaystyle V={\frac {\pi }{3}}\left\{r^{3}\tan {\alpha }-{\frac {1}{2}}b\left[{\sqrt {4a^{2}-(H-h)^{2}}}(r\tan {\alpha }-h)-(H-h)(r-h\cot {\alpha })\right]\right\}}
dove V è il volume del tronco di cono, r è il raggio, α è l'inclinazione dell'apotema del cono sezionato, a e b sono i semiassi dell'ellisse ottenuta dal sezionamento del cono e H e h sono rispettivamente l'altezza massima e minima del tronco di cono.

## Comparazione con il cilindro
Un cilindro può essere pensato come un tronco di cono con basi di uguali dimensioni. Partendo quindi dalla formula del volume di un tronco di cono C per il quale il raggio R risulta anche uguale a r, si ha:
{\displaystyle V_{C}={\frac {\pi h}{3}}(R^{2}+R^{2}+RR)}
{\displaystyle V_{C}={\frac {\pi h}{3}}(3R^{2})}
{\displaystyle V_{C}=\pi hR^{2}}
che è la formula del volume di un cilindro.